# 136. pehotni polk (Italija)
136. pehotni polk Campania (izvirno italijansko 136º Reggimento fanteria) je bil pehotni polk Kraljeve italijanske kopenske vojske.

## Zgodovina
Med prvo svetovno vojno je bil polk nastanjen na soški fronti.